# Jesús Villanueva Barriga
Jesús Villanueva Barriga fue un militar y un político de México. Nació en el pueblo de Cocupao (hoy Quiroga, en Michoacán) hacia 1836. Su madre fue María Antonia Barriga. Su esposa fue la señora María Soledad Tovar. Desde la Revolución de Ayutla tomó parte como simpatizante del partido liberal, y durante la guerra de intervención francesa en Michoacán, participó en la defensa republicana de la Villa de Quiroga entre 1864 y 1865. 
Entre los episodios bélicos  en los que participó  el Coronel Villanueva  está el que inició el 18 de febrero de 1865, cuando la Villa de Quiroga fue ocupada por las tropas imperialistas al mando de los jefes Tapia y Bergueris; a su llegada, los invasores nombraron a un prefecto de nombre Carlos López quien era vecino de la Villa y que antes había servido al partido liberal, pero olvidándose de esto se unió a los invasores. De inmediato el Prefecto obedeció las órdenes de Tapia, decretando la salida de Antonia Barriga, madre del coronel Villanueva por considerarla una mujer peligrosa a la causa del Imperio y le dio de plazo 24 horas para abandonar el lugar, advirtiéndole que si no lo hacía sería arrestada y remitida a Morelia como enemiga de su política. Hábilmente la madre del coronel acompañada de otras mujeres se ocultó dentro de la población con la mayor discreción en una casa de confianza, mientras continuaba la ocupación francesa de las tropas imperiales por los siguientes 20 días, quedando entonces las autoridades convencidos de que ella había abandonado Quiroga.
Cuando se venció el plazo que los imperiales fijaron dentro de la Villa, la mañana del 13 de marzo de 1865, aparecieron en las inmediaciones de la población las fuerzas republicanas del general Manuel García Pueblita acompañado de los coroneles Jesús Villanueva y Eugenio Ronda decididos a expulsar a los invasores franceses uniendo sus fuerzas. El ataque fue sostenido todo el día 13 hasta la noche y defendido valientemente por los franceses, quienes se refugiaron en el antiguo cementerio de la Parroquia, solo se escuchaba el tiroteo constante en las trincheras con breves espacios de silencio en que solo se oían las voces de los centinelas que organizaban la resistencia.
Fue entonces cuando los hombres al mando de Villanueva penetraron en el lugar, consiguiendo la huida de los imperiales, quienes lograron escapar con rumbo a Pátzcuaro, abandonando sus armas y pertrechos de guerra. La mañana del día 14 de marzo de ese año los republicanos procedieron a destruir las fortificaciones que el enemigo tenía dentro y fuera del cementerio, lo mismo que en la torre del templo. Este hecho victorioso otorgó a don Jesús Villanueva un gran prestigio como militar defensor de la Patria, aunque todavía siguieron las hostilidades de los imperialistas franceses. Años más tarde, una vez restituido el orden republicano, el Coronel fue elegido Presidente del Ayuntamiento de la Villa de Quiroga en tres ocasiones, en 1871-1872, 1877 y en 1880.
Jesús Villanuieva fue también terrateniente (El Sámano y la "Puerta de Tzintzuntzan"), a su muerte, ocurrida posiblemente hacia 1905, sus herederos fueron su esposa Soledad Tovar López, sus hijos Soledad Villanueva Tovar y Jesús Villanueva Tovar, y su nieta María Soledad Villanueva Villaseñor de Zamudio.
- Datos: Q5930770